# Melanoplus stonei
Melanoplus stonei är en insektsart som beskrevs av Rehn, J.A.G. 1904. Melanoplus stonei ingår i släktet Melanoplus och familjen gräshoppor. Inga underarter finns listade i Catalogue of Life.